# Gerhard Haidacher
Gerhard Haidacher, né le 29 avril 1963 à Innsbruck, est un bobeur autrichien notamment champion olympique de bob à quatre en 1992.

## Biographie
Gerhard Haidacher participe à deux éditions des Jeux olympiques d'hiver en 1992 et 1994. Aux Jeux olympiques de 1992 organisés à Albertville en France, il est sacré champion olympique de bob à quatre avec Ingo Appelt, Harald Winkler et Thomas Schroll. Il gagne également une médaille aux championnats du monde : l'argent en 1993 à Igls (Autriche).

## Palmarès

### Jeux Olympiques
- : médaillé d'or en bob à 4 aux JO 1992.

### Championnats monde
- : médaillé d'argent en bob à 4 aux championnats monde de 1993.